# Kreditupplysning
Med kreditupplysning menas "[...] uppgifter, omdömen eller råd som lämnas till ledning för bedömning av någon annans kreditvärdighet eller vederhäftighet i övrigt i ekonomiskt hänseende. [...]" 2 § Kreditupplysningslag (1973:1173)
Uppgifter, omdömen eller råd som lämnas till någon för att användas i dennes kreditupplysningsverksamhet anses dock inte som kreditupplysning.

## Sammanslagen kreditupplysning
Med sammanslagen kreditupplysning menas att man kan ta del av flera låneofferter från olika långivare utan att mer än en kreditupplysning registreras. Fördelen med detta är att om många kreditupplysningar har gjorts så kan låneinstitut se det som ett tecken på att man har ansökt om många lån eller att folk/företag är osäkra på din ekonomiska styrka. Sammanslagen kreditupplysning introducerades i Sverige i augusti 2007 i ett samarbete mellan Upplysningscentralen UC AB och Lendo AB. Idag erbjuds det även av flera andra företag som t.ex. Advisa AB Compricer AB och Zmarta AB.    

## Anmärkningskontroll
Med en anmärkningskontroll menas en enklare form av kontroll av en person eller ett företags tidigare betalningsvilja. Förutom personuppgifter lämnas endast en upplysning om betalningsanmärkningar finns registrerade eller inte, hos Kronofogdemyndigheten eller ett kreditgivningsinstitut. Kontrollen visar inte hur stort belopp det rör sig om, vem som personen eller företaget är skyldig pengar eller liknande, utan ger alltså endast ett positivt eller negativt besked.

## Legitimt behov
Den som tar en kreditupplysning eller anmärkningskontroll på en privatperson behöver ha ett s.k. "Legitimt behov" av att ta upplysningen. Ett legitimt behov anses finnas om man avser att ingå ett kreditavtal eller liknande med personen som beställningen avser eller om det finns eller förbereds en avtalsförbindelse där det är nödvändigt att göra en ekonomisk riskbedömning. Det kan t.ex. vara ett kreditavtal, kreditköp, fakturaköp, avbetalning, borgensavtal, leasingavtal, hyra av bostad eller anställningsavtal. En kreditupplysning måste alltid godkännas i förväg av den person som beställningen avser innan själva kreditupplysningen kan utföras.
Brott mot bestämmelse om legitimt behov är straffbart enligt §9 och §19 i Kreditupplysningslagen (1973:1173).
En kopia av upplysningen måste alltid skickas av upplysningsföretaget till den omfrågade personen, med uppgift på vem som har beställt upplysningen. Om den som har beställt upplysningen är ett företag behöver endast företagets namn och organisationsnummer visas på upplysningskopian, inte vem på företaget som har beställt upplysningen.

## Ofördelaktig kredit
Negativ kredithistoria, även kallad sub-prime kredithistoria, icke-status kredithistoria, försämrad kredithistoria, dålig kredithistoria och dålig kredithistoria, är en negativ kreditvärdighet.
Ett negativt kreditbetyg anses ofta vara olämpligt för långivare och andra kreditgivare i syfte att låna ut pengar eller kapital.
I takt med att krediter blev alltmer populära blev det svårare för långivarna att utvärdera och godkänna ansökningar om kreditkort och lån i rätt tid och på ett effektivt sätt. För att lösa detta problem infördes kreditbedömning. En fördel med scoring var att det gjorde krediter tillgängliga för fler konsumenter och till lägre kostnad.

## Lagreglering av kreditupplysning
Kreditupplysningslagen KuL reglerar en stor del av kreditupplysningsbolagens verksamhet på ett rimligt sätt. Där görs en avvägning mellan kreditgivarens och kreditsökandens intressen, som nu har fungerat väl i mer än 40 år. Tillsynsmyndighet är Integritetsmyndigheten IMY) 
tidigare Datainspektionen (Sverige).